# Alrik und Erik

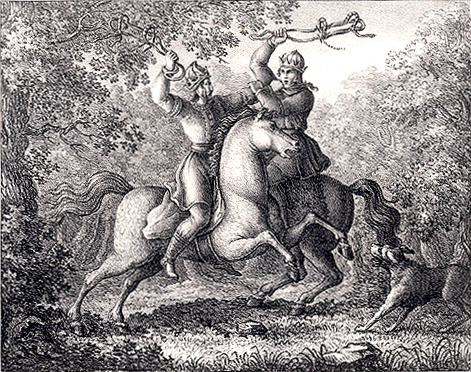
Alrik und Erik schlagen sich mit dem Zaumzeug ihrer Pferde; aus Hugo Hamiltons 1830 erschienenem Teckningar ur Skandinaviens Äldre Historia.

Alrik und Erik (altnordisch  Alrekr  und  Eiríkr ) waren zwei schwedische Sagenkönige.
Der Gesta Danorum des Saxo Grammaticus folgend, entbrannte zwischen Alrik, König der Schweden, und Gestiblindus ein heftiger Krieg. Gestiblindus ersuchte Frotho um Schutz und bot dafür seine Unterwerfung sowie die des eigenen Volkes an. Zur Unterstützung erhielt er Skalk von Schonen und Erik und rückte nun mit Ersatzmannschaften gegen Alrik. Auf Eriks Betreiben hin wurde zunächst Alriks Sohn Gunthionus angegriffen, dieser fiel.
Nachdem Alrik vom Tod seines Sohnes vernommen hatte, bat er Erik, aus Gestiblindus' Dienst zu scheiden. Erik lehnte ab, so forderte Alrik Gestiblindus zum Zweikampf. Auch dies lehnte Erik ab, auf das Alter seines Dienstherrn verweisend, bot stattdessen sich selbst als Kontrahenten an. Alrik fiel im Duell, Erik überlebte mit schweren Verwundungen.
Als Erik zu König Frotho, der ihn zunächst tot geglaubt hatte, zurückkehrte, machte dieser ihn zum König über die jüngst unterworfenen Völker in Schweden, Wermland, Heslingland und auf den Sonneninseln; obendrein erklärte er ihn zum Vasallen Helsingiens, Estlands sowie Finnlands.